# دوغلاس إروين

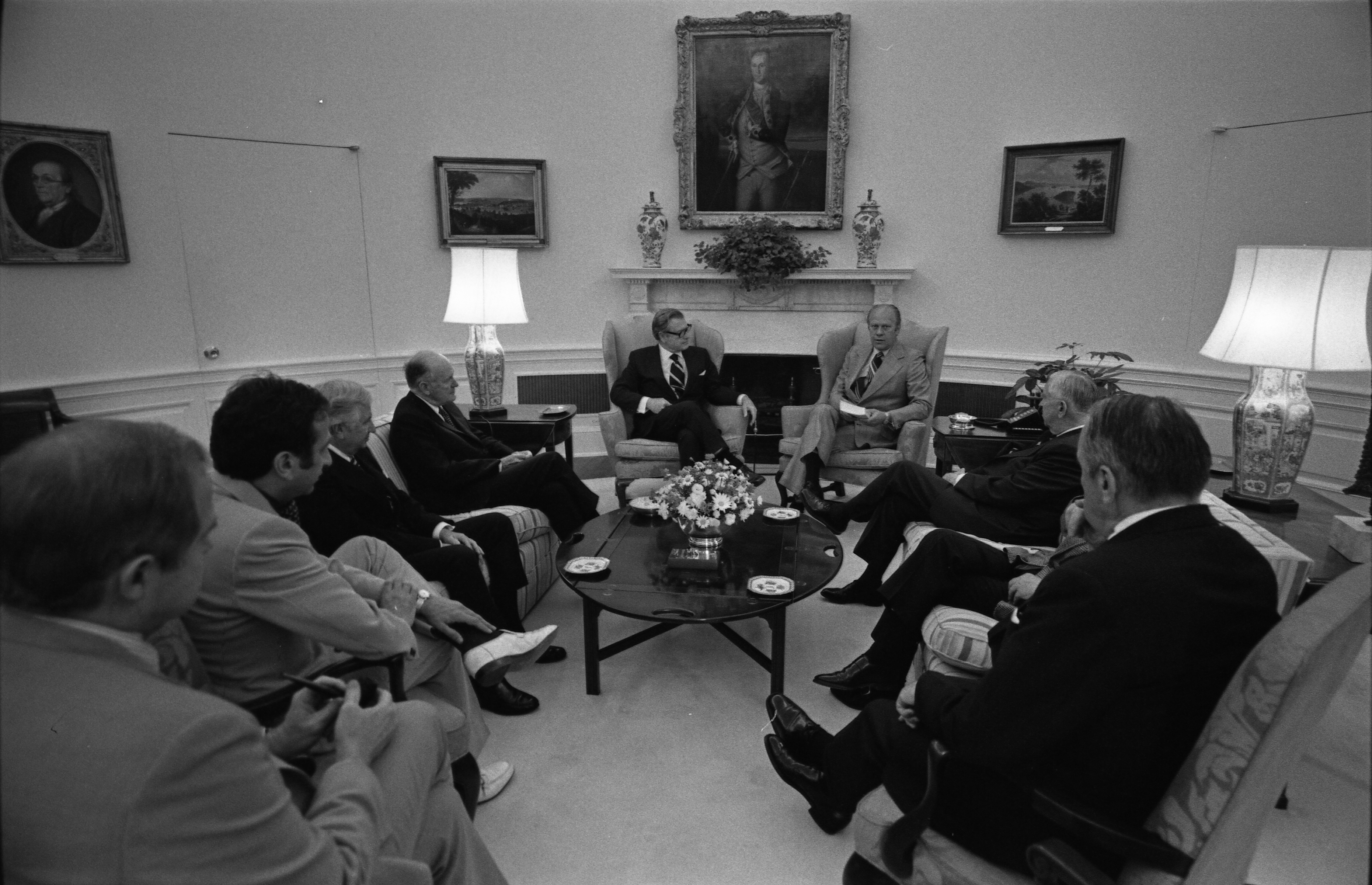
النطاق والمحتوى: تُظهر هذه الصورة الرئيس جيرالد ر. فورد وهو يلتقي بنائب الرئيس نيلسون أ. روكفلر، رئيس لجنة الأنشطة الخاصة بوكالة الاستخبارات المركزية (CIA) داخل الولايات المتحدة، وأعضاء اللجنة: ديفيد بيلين، جون كونور، سي. دوغلاس ديلون، لين كيركلاند، وإروين غريسوولد. يحمل الرئيس فورد تقرير اللجنة، الذي تم تقديمه له للتو.

دوغلاس إروين (بالإنجليزية: Douglas A. Irwin) هو اقتصادي أمريكي، ولد في 31 أكتوبر 1962 في إيست لانسنغ في الولايات المتحدة.

## وصلات خارجية
- دوغلاس إروين على موقع إن إن دي بي (الإنجليزية)